# Влада Миломира Минића
Прелазна (привремена) влада Миломира Минића је била на власти у Србији од 25. октобра 2000. године до 25. јануара 2001. године.
Ово је била прелазна влада формирана у октобру 2000. године после победе коалиције ДОС на савезним изборима СПС-ДОС-СПО су постигли договор о формирању прелазне републичке владе до превремених републичких избора крајем 2000.
То је друга влада коју је изабрао четврти сазив Народне скупштине Републике Србије.

## Састав Владе
| #                   | Ресор                                            | Слика | Име и презиме               | Странка |
| ------------------- | ------------------------------------------------ | ----- | --------------------------- | ------- |
| 1.                  | Председник                                       |       | Миломир Минић               | СПС     |
| 2.                  | Потпредседник                                    |       | др Небојша Човић            | ДОС     |
| 3.                  | Потпредседник                                    |       | проф. др Спасоје Крунић     | СПО     |
| Колегијуми министра |                                                  |       |                             |         |
| 1.                  | Колегијум министра унутрашњих послова            |       | Божо Прелевић               | ДОС     |
| 2.                  | Колегијум министра унутрашњих послова            |       | Стеван Никчевић             | СПО     |
| 3.                  | Колегијум министра унутрашњих послова            |       | Слободан Томовић            | СПС     |
| 1.                  | Колегијум министра финансија                     |       | мр Љубиша Јовановић         | ДОС     |
| 2.                  | Колегијум министра финансија                     |       | проф. др Бојан Димитријевић | СПО     |
| 3.                  | Колегијум министра финансија                     |       | Борислав Милачић            | СПС     |
| 1.                  | Колегијум министра правде                        |       | Драган Субашић              | ДОС     |
| 2.                  | Колегијум министра правде                        |       | Сеад Спаховић               | СПО     |
| 3.                  | Колегијум министра правде                        |       | Зоран Николић               | СПС     |
| 1.                  | Колегијум министра за информације                |       | Бисерка Матић-Спасојевић    | ДОС     |
| 2.                  | Колегијум министра за информације                |       | Богољуб Пејчић              | СПО     |
| 3.                  | Колегијум министра за информације                |       | Ивица Дачић                 | СПС     |
| Министри            |                                                  |       |                             |         |
| 1.                  | Министар за локалну самоуправу                   |       | Вељко Одаловић              | СПС     |
| 2.                  | Министар пољопривреде, шумарства и водопривреде  |       | мр Живанко Радованчев       | СПС     |
| 3.                  | Министар индустрије                              |       | Верољуб Стевановић          | СПО     |
| 4.                  | Министар рударства и енергетике                  |       | др Србољуб Антић            | ДОС     |
| 5.                  | Министар саобраћаја и веза                       |       | мр Александар Милутиновић   | СПС     |
| 6.                  | Министар грађевина                               |       | Дејан Ковачевић             | СПС     |
| 7.                  | Министар трговине                                |       | Милорад Мишковић            | ДОС     |
| 8.                  | Министар туризма                                 |       | Томислав Миленковић         | СПС     |
| 9.                  | Министар за економску и власничку трансформацију |       | проф. др Оскар Ковач        | СПС     |
| 10.                 | Министар за рад, борачка и социјална питања      |       | др Гордана Матковић         | ДОС     |
| 11.                 | Министар за бригу о породици                     |       | др Славица Ђукић-Дејановић  | СПС     |
| 12.                 | Министар за науку и технологију                  |       | проф. др Радивоје Митровић  | СПС     |
| 13.                 | Министар просвете                                |       | др Михаило Јокић            | СПС     |
| 14.                 | Министар за више и високо образовање             |       | проф. др Гашо Кнежевић      | ДОС     |
| 15.                 | Министар културе                                 |       | Милан Комненић              | ДОС     |
| 16.                 | Министар здравља                                 |       | др Нада Костић              | ДОС     |
| 17.                 | Министар заштите животне средине                 |       | Мила Росић                  | ДОС     |
| 18.                 | Министар за омладину и спорт                     |       | Светозар Мијаиловић         | СПС     |
| 19.                 | Министар за везе са Србима изван Србије          |       | проф. др Војислав Вукчевић  | СПО     |
| 20.                 | Министар вера                                    |       | др Гордана Аничић           | СПО     |
| 21.                 | Министар за економске везе са иностранством      |       | др Горан Питић              | ДОС     |